# Sedlice (district de Příbram)
Pour les articles homonymes, voir Sedlice.
Sedlice (en allemand : Sedlitz) est une commune du district de Příbram, dans la région de Bohême-Centrale, en République tchèque. Sa population s'élevait à 268 habitants en 2020.

## Géographie
Sedlice se trouve à 2,5 km au nord-ouest de Rožmitál pod Třemšínem, à 12 km au nord-est de Příbram et à 65 km au sud-ouest de Prague.
La commune est limitée par Nepomuk au nord, par Vranovice à l'est, et par Rožmitál pod Třemšínem au sud-est, au sud et à l'ouest.

## Histoire
La première mention écrite de la localité date de 1349.

## Administration
La commune se compose de deux quartiers :
- Hoděmyšl
- Sedlice

## Transports
Par la route, Sedlice se trouve à 3 km de Rožmitál pod Třemšínem, à 14,5 km de Příbram et à 73 km de Prague.